# Photinos Panas
Photinos Panas (Cefalònia, 30 de gener de 1832 - París, 5 de gener de 1903) fou un oftalmòleg i cirurgià francès d'origen grec.

## Biografia
Photinos Panas estudià medicina a París i el 1860 hi va obtenir el doctorat amb una tesi sobre l'anatomia de les fosses nasals i dels canals llagrimals.
En 1865 es va naturalitzar francès i es va convertir en cirurgià hospitalari dels hospitals de París, incloent l'hospital Bicêtre, l'hospital Lourcine, l'hospital Saint-Antoine i l'hospital d'Hôtel-Dieu de París
En 1873 fou professor en el camp de l'oftalmologia i publica un llibre especialitzat en l'estrabisme i la paràlisi ocular. Fou l'autor de diversos treballs sobre les malalties de l'aparell lacrimal, malalties inflamatòries de les membranes internes dels ulls, la retinitis, i l'anatomia patològica de l'ull.
En 1879 fou nomenat professor d'oftalmologia i el mateix any va ser escollit membre de la Académie Nationale de Médecine de la qual va ser elegit president en 1899.
En 1881 amb Edmund Landolt (1846-1926) i Antonin Poncet (1849-1913), va fundar Les Archives d'ophtalmologie.
En 1894 va publicar Traité des maladies des yeux, que en el seu temps fou considerat el millor llibre de text en francès sobre malalties de l'ull. S'atribueix a Panas la introducció de les operacions d'entropió en triquiasi, així com l'operació per la fixació superior de la parpella al múscul occipitofrontal per al tractament de blefaroptosi. Cadascuna d'aquestes tècniques són conegudes sovint com a «operacions de Panas» en la literatura mèdica.

## Obres
- Leçons d'orthopédie, amb Félix Guyon i Joseph-François Malgaigne, Paris, 1862
- Des cicatrices vicieuses et des moyens d'y remédier, Imprimerie d'E. Martinet, 1863
- Leçons sur le strabisme, les paralysies oculaires, le nystagmus, le blépharospasme, etc., éditions A. Delahaye, Paris, 1873
- Leçons sur les kératites, Paris, 1876
- Leçons sur les maladies inflammatoires des membranes internes de l'œil comprenant la iritis, les choroïdites et le glaucome, rédigées et publiées par E. Kirmisson. aux éditions V. Adrien Delahaye et Coopagnie, Paris, 1878.
- Traité des maladies des yeux, éditions G. Masson, Paris, 1894
- Recherches anatomiques et cliniques sur le glaucome et les néoplasmes intraoculaires, amb André Rochon-Duvigneaud, Paris, 1898